# Los Ángeles, Amatlán de los Reyes
Los Ángeles är en ort i Mexiko.   Den ligger i kommunen Amatlán de los Reyes och delstaten Veracruz, i den sydöstra delen av landet, 240 km öster om huvudstaden Mexico City. Los Ángeles ligger 643 meter över havet och antalet invånare är 400.
Terrängen runt Los Ángeles är huvudsakligen kuperad, men åt nordväst är den platt. Runt Los Ángeles är det ganska tätbefolkat, med 116 invånare per kvadratkilometer. Närmaste större samhälle är Córdoba, 10,3 km norr om Los Ángeles. I omgivningarna runt Los Ángeles växer huvudsakligen savannskog.